# Aldama (gênero)
Aldama é um género botânico pertencente à família Asteraceae.

## Espécies
Apresenta três espécies
- Aldama dentata
- Aldama mesoamericana
- Aldama uniserialis